# عبد الله محمد الرومي
عبد الله محمد الرومي (1919- 2017)، ناقد وشاعر سعودي، يُعد رائدًا لمدرسة الأحساء النقدية، ومن أبرز علمائها وأدبائها، وهو ابنًا لمحمد حمد الرومي أحد علماء ووجهاء دولة الكويت، وحفيدًا للشيخ عبد العزيز صالح العلجي، وتلميذًا للشيوخ يوسف وأحمد راشد آل مبارك وأحمد المهيني.

## حياته
ولد في حي الصالحية في مدينة الهفوف عام 1337هـ/1919م، لكنه أصلًا من الزلفى وينتمي إلى تغلب بن ربيعة، ولد وسط عائلة شغوفة بالعلم، إذ كان والده محمد حمد الرومي أحد علماء الكويت، ومن أبرز تجار اللؤلؤ فيها، وأمه فاطمة العلجي ابنة عبد العزيز صالح العلجي، فتعلم عبد الله على يد والده وجده لأمه عبد العزيز صالح العلجي، حفظ القرآن غيبًا، وتلقى علوم القرآن والتجويد، ودرس الحديث والفقه، والنحو والصرف وعلم الفرائض، إلى جانب التاريخ والأدب والشعر. كما أنه امتلك خبرةً جيدةً في الطب الشعبي وفي الزراعة والمحاسبة القانونية وذلك بحكم عمله في مالية الأحساء لمدة 23 عامًا. كان يعمل في وظيفة حكومية عام 1356هـ إلى أن تقاعد عام 1378هـ  كما تولى إمامة عدد من مساجد الأحساء كمسجد جده الشيخ عبد العزيز العلجي والمعروف بمسجد حزم الشريفة ومسجد الحبيشة في الرفعة الجنوبية من الهفوف، وقضى في الإمامة نحو 30 عامًا. تزوج عبد الله الرومي من آمنه عثمان الداود الهاجري وأنجب منها خمسة أطفال.

## موهبته الشعرية
كتب أول قصيدة له في الخامسة عشر من عمره قال فيها:
وقد تأثر في شعره بالقرآن الكريم -الذي حفظه في سن صغيرة- وكافة شعراء العصور الأدبية خاصة شعراء المهجر وشعر حافظ إبراهيم وأحمد شوقي، كما أثرت تنقلاته في دول العالم المختلفة في شحذ قريحته الشعرية وإرهاف مشاعره وزيادة خبراته، فقد كان كثير التنقل في بلدان الخليج فزار الكويت عدة مرات، وزار كذلك البحرين وقطر والهند وعمان كما سافر إلى أمريكا لزيارة أبنائه المبتعثين من قبل الحكومة للدراسة هناك وأقام بها عدة شهور وعندما كان هناك نظم مجموعة من القصائد سمِّيت بـ «الأمريكيات» وقد تأثر فيها بما شاهد في أمريكا. ومن أعماله أيضًا: الإلهيات والنبويات، والنبطيات، لم يُقدَّر لشعره أن يُطبع ويُنشر في دواوين مستقلة. لكن نشر شعره في الصحف المحلية، فيما كان ينشر مقالاته النقدية باسم (ابن الرومي) في صحيفة البحرين، ذكر في تكريم له أن توقيعه على مقالاته هو «ابن الرومي» لكن بعض من شاركوا في تلك المقالات اعتقدوا أنه اسم مستعار ووقعوا مقالاتهم بابن العميد وابن زيدون والغالي. وُصِف الناقد عبد الله الرومي بأنه «الناقد الذي اخترق سكون الواقع الثقافي في فترة الأربعينيات والخمسينيات»، وقد كتب عنه الشاعر سعد البراهيم قصيدة بعنوان «ابن الرومي في ترجيع الصدى».

## وفاته
توفي عبد الله محمد الرومي عام 1438هـ/2017م بالهفوف ودُفِن بالمقبرة الشرقية بحي الصالحية، تاركًا رصيدًا ضخمًا من العلم والأدب، فقد مزج بين العلم والشعر مما جعل له ثقلًا في ميزان الثقافة.